# Kostel Nanebevzetí Panny Marie (Horní Maršov, hřbitovní)
Hřbitovní kostel Nanebevzetí Panny Marie je římskokatolický, orientovaný, filiální, bývalý farní kostel v obci Horní Maršov. Patří do farnosti Janské Lázně. Je situován ve středu obce, na hřbitově vlevo od komunikace - třídy Josefa II., směr Temný Důl. Ja nazýván kostelem starým nebo horním. Kostel je v léte ukrytý za korunami mohutných lip a stojí na hrbitově plném převážně německých starých náhrobků. Od roku 2005 je majitelem kostela obec.

## Historie
Nejstarší stavební památka východních Krkonoš s kamennou křtitelnicí s vytesaným letopočtem 1572, která je pozůstatkem z původního dřevěného protestantského kostelíka z roku 1568. Tento dřevěný kostelík byl roku 1608 nahrazen renesančním kostelem od italského stavitele Carlo Valmadiho.
Po bitvě na Bílé hoře byli protestanti z Čech vyhnáni, maršovský kostel se stal katolickým a byl zasvěcen Nanebevzetí Panny Marie. Nejspíš v roce 1690 byl kostel obohacen nádherným barokním oltářem ve tvaru zlatého stromu, se sochami světců a ústředním výjevem Nanebevzetí Panny Marie.
3. června 1868 do věže kostela třikrát za sebou uhodil blesk a během krátké doby shořel celý krov a zvony ze 17. století se zřítily a roztavily. Podařilo se zachránit oltář a další vybavení. Střecha byla brzy opravena i díky pomoci lidí z celé monarchie včetně císařské rodiny a byly ulity nové zvony. Zároveň padl návrh na postavení nového většího kostela, který byl dokončen v r. 1899 a stal se kostelem farním. Po stavbě nového kostela starý kostel začal pustnout, zejména po roce 1948 a postupně přestal být využíván.
Začátkem 21. století se kostel dočkal celkové rekonstrukce, při níž byl také restaurován unikátní barokní oltář. Prohlídku kostela je možné domluvit v blízkém návštěvnickém centru DOTEK v budově bývalé fary.
Kostel se sousední původně barokní farou, 400 let starou lípou, barokní sochou sv. Jana Nepomuckého datovanou 1717, hrobkou šlechtického rodu Aichelburgů a řadou zajímavých náhrobků tvoří významný historický areál Horního Maršova, ojedinělý v celých Krkonoších.

## Bohoslužby
Pravidelné bohoslužby se v kostele nekonají.